# Monumento ai caduti in Russia della seconda guerra mondiale
Il Monumento ai caduti in Russia della seconda guerra mondiale, detto anche monumento ai caduti di Russia 1941-1945 o monumento per i militari italiani caduti in Russia durante la seconda guerra mondiale, si trova nel campo del Chiostro VIII del cimitero monumentale della Certosa di Bologna. È opera dello scultore Cesarino Vincenzi.

## Descrizione
Il monumento, del 1955, è opera in bronzo di Cesarino Vincenzi, scultore che al soldato che monta la guardia d'onore nella neve ha voluto dare il proprio volto. Sempre nel campo del Chiostro VIII è presente anche una cappella dedicata ai caduti di Russia e numerosi monumenti dedicati ai caduti della Grande Guerra.
Nel 1993, il cardinale Biffi celebrò il rito solenne in San Petronio per accogliere le urne con i resti dei bersaglieri emiliani caduti nella campagna di Russia.
Il giorno precedente, all'ospedale militare, una cerimonia in onore dei caduti è stata officiata dalla medaglia d'oro don Enelio Franzoni, il cappellano degli alpini, che affrontò una lunga prigionia in Russia pur di non abbandonare i compagni feriti.
Tra i resti mortali figurano quelli della Medaglia d'oro al valor militare Quinto Ascione, ufficiale del 6º Reggimento bersaglieri, che il 13 agosto 1942 portò in salvo "con grande rischio" il capitano Aurelio Barnabè, ferito sulle rive del Don e che, grazie a questa azione eroica, fu tra i pochi superstiti della III compagnia.

## Galleria d'immagini

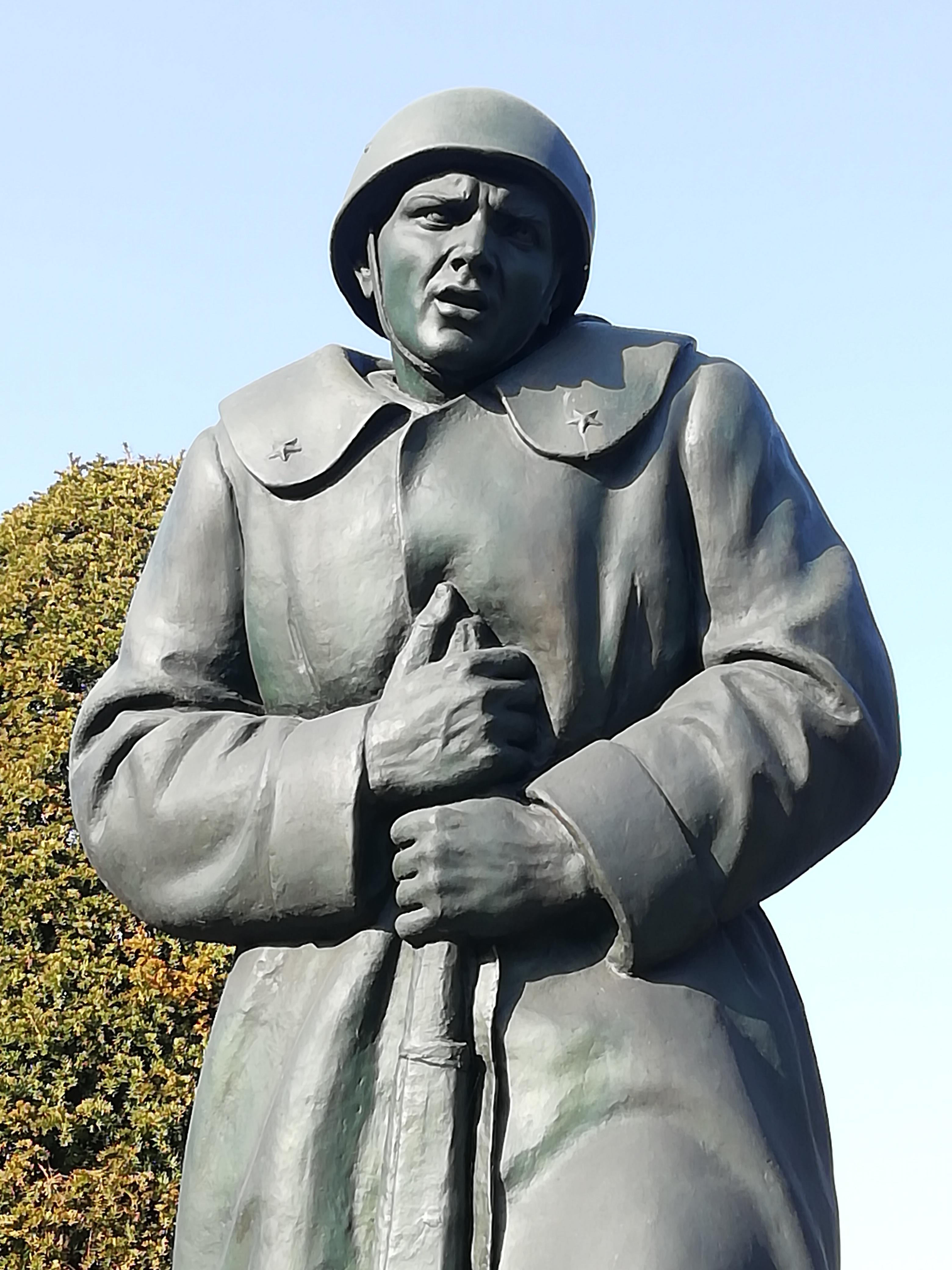
Busto del soldato che stringe il fucile
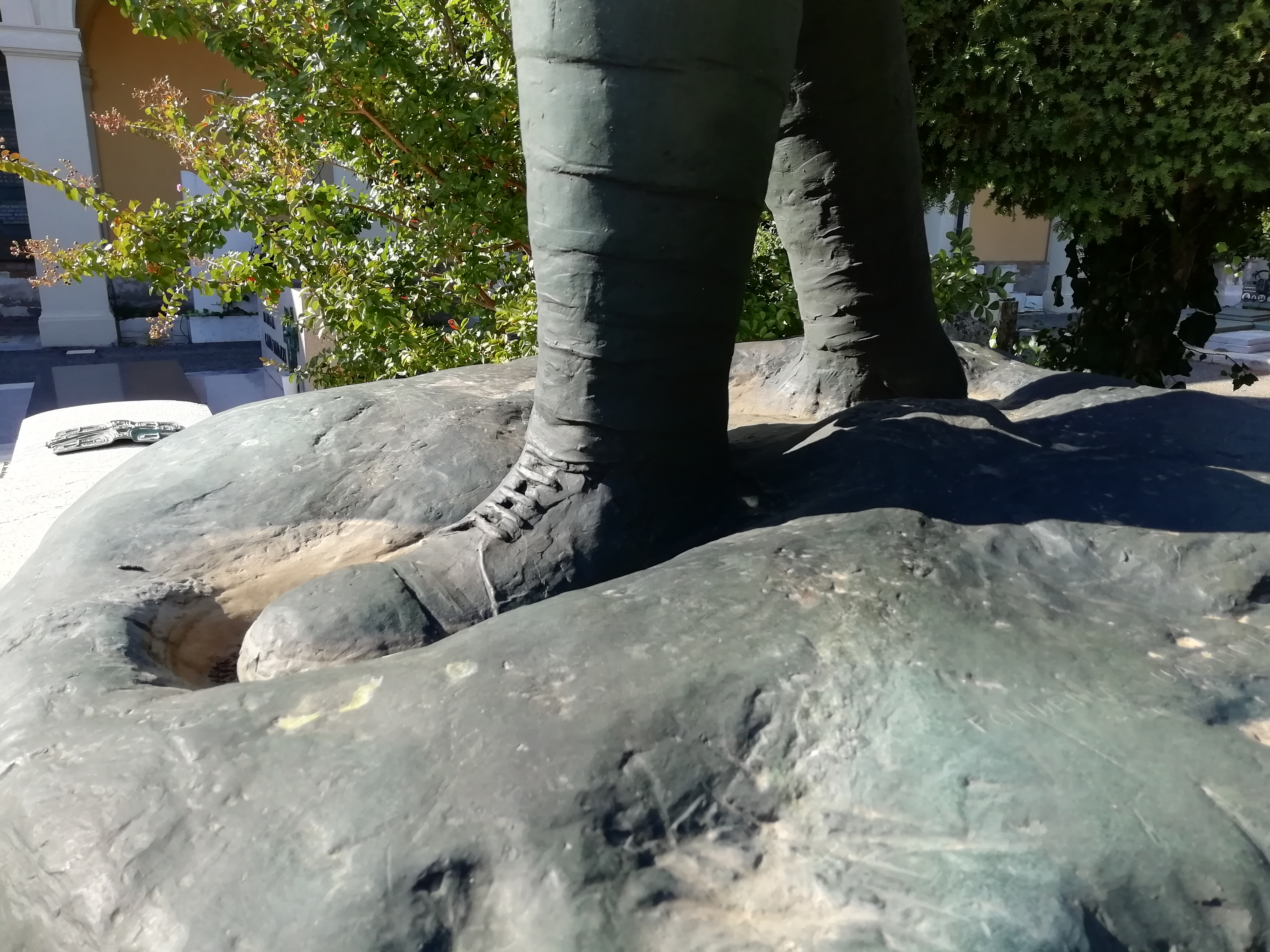
Dettaglio dello scarpone nella neve
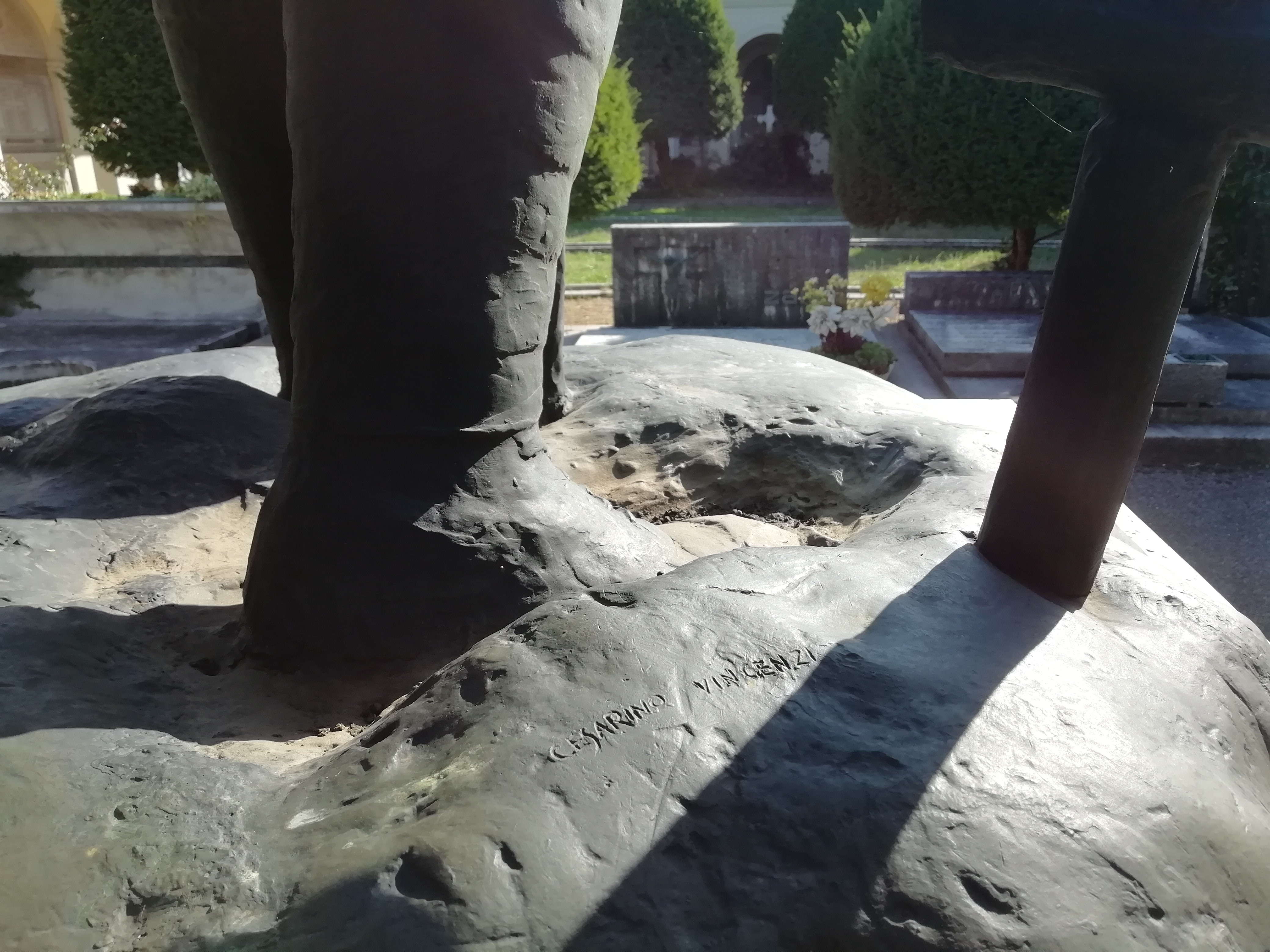
Dettaglio della firma